# Dana Foederer
Dana Foederer (Veldhoven, 27 juli 2002) is een Nederlands voetbalspeelster.
Foederer begon op 6-jarige leeftijd met voetballen bij Rood Wit V uit Veldhoven. In 2014 maakte zij de overstap naar buurvereniging UNA, waar ze drie jaar bij de jongens speelde. Het KNVB-talententeam CTO-zuid nam haar over en ze speelde daar twee seizoenen. Toen het CTO werd opgeheven kreeg ze een driejarig contract bij PSV. Haar debuut vond plaats in oktober 2019 tegen PEC Zwolle. In dit seizoen scoorde ze eenmaal. In 2021 tekende ze een contract bij SC Heerenveen waar ze 29 wedstrijden speelde en 2x scoorde. In het seizoen 22/23 kwam ze tot 22  wedstrijden en 2 goals.
In de winterstop van het seizoen 2023/24 verliet Foederer Fortuna Sittard voor een Amerikaans avontuur bij Utah Royals FC. De Amerikaanse club maakte hiervoor een onbekende transfersom over aan Fortuna Sittard.
Dana Foederer speelt al vanaf O15 bij de Nederlands elftal jeugteams. BIJ O17 speelde ze de finale voor het EK in Bulgarije. De finale werd verloren van Duitsland. Bij O19 speelde ze het WK in Costa Rica en werd daar met de ploeg 4de. In de poulewedstrijd tegen USA (3-0) scoorde ze een fantastisch doelpunt. Inmiddels maakt ze deel uit van de selectie van jong Oranje.
Dana is de jongere zus van ex FC Eindhoven speler Nick Foederer.

## Statistieken
| Seizoen    | Club            | Land             | Competitie                     | Wedstrijden | Doelpunten |
| ---------- | --------------- | ---------------- | ------------------------------ | ----------- | ---------- |
| 2019/20    | PSV             | Nederland        | Eredivisie                     | 3           | 1          |
| 2020/21    | PSV             | Nederland        | Eredivisie                     | 3           | –          |
| 2021/22    | sc Heerenveen   | Nederland        | Eredivisie                     | 23          | 1          |
| 2022/23    | Fortuna Sittard | Nederland        | Eredivisie                     | 22          | 2          |
| 2023/24    | Fortuna Sittard | Nederland        | Eredivisie                     | 10          | 0          |
| 2024-heden | Utah Royals FC  | Verenigde Staten | National Women's Soccer League | 00          | 0          |
| Totaal     | Totaal          | Totaal           | Totaal                         | 54          | 4          |

Laatste update: 5 januari 2024

## Interlands
Foederer speelde interlands voor jeugdteams van het Nederlands elftal, O15-O16-O17-O19.
1 Dinkla ·
2 Van Koot ·
3 Stoop ·
5 Hilhorst ·
6 Mulder ·
7 Lindfors ·
8 Van Heeswijk ·
9 Prins ·
10 Eijken ·
11 Dekker ·
14 Vijfhuizen ·
15 Van Walsem ·
17 Pietersma ·
18 Van Berlo ·
19 Peereboom ·
20 Rooijendijk ·
21 Arons ·
22 Thijs ·
23 Stauffenberg ·
24 Van Wershoven ·
26 Kopp ·
27 Baccarne ·
Coach: Van Lieshout